# أخبار الأسبوع (صحيفة)
أخبار الأسبوع أسبوعية شاملة جزائرية صدرت سنة 2001 باللغة العربية. يديرها محمد كروش يقع مقرها الرئيسي في 110 حي حسيبة بن بوعلي الجزائر العاصمة.

## وصلات خارجية
- معلومات عن أسبوعية أخبار الأسبوع من موقع بوابة الصحافة الجزائرية.